# Jesse Garcia

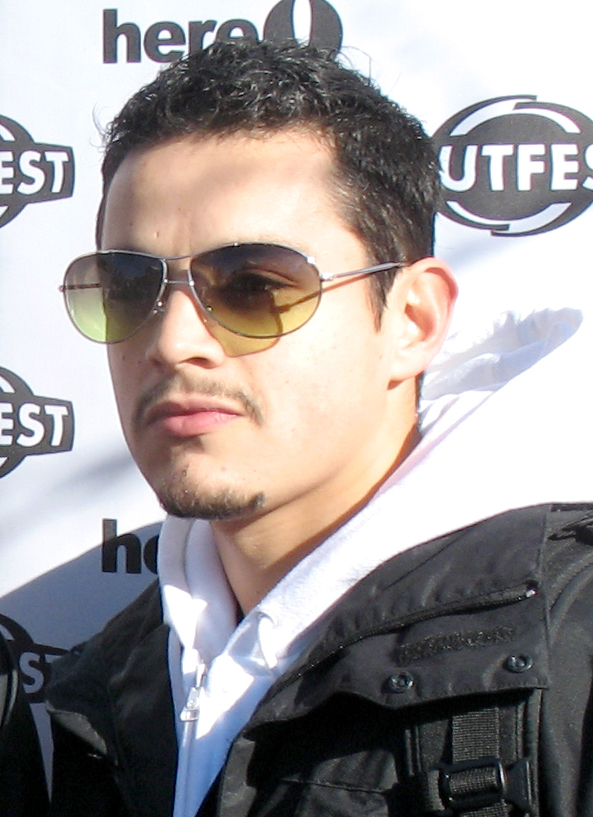
Jesse Garcia (2006)

Jesse Garcia (* 14. Dezember 1982 in Rawlins) ist ein US-amerikanischer Filmschauspieler.

## Leben
Jesse Garcia wurde 1982 in Rawlins in Wyoming geboren und wuchs im rund 40 Meilen entfernten Hanna auf. Seine Eltern sind spanischer und mexikanischer Abstammung, seine Familie gehört den Zeuge Jehovas an.
Bekannt wurde Garcia durch die Hauptrolle in dem Film Quinceañera von Richard Glatzer und Wash Westmoreland aus dem Jahr 2006, in dem er einen schwulen Teenager namens Carlos spielte. Von 2014 bis 2016 war er in der Fernsehserie From Dusk Till Dawn in der Rolle von Freddie Gonzalez zu sehen. In Flamin’ Hot, Eva Longorias Regiedebüt bei einem Spielfilm, spielte er Richard Montañez, den Erfinder des Kultsnacks Flamin’ Hot Cheetos. Er spielte mit Longoria bereits in dem Film Tell It Like a Woman von Silvia Carobbia, der im Oktober 2022 in die US-Kinos kam.

## Filmografie
- 2004: Delivery Boy Chronicles
- 2006: Quinceañera
- 2007: The Comebacks
- 2007: La misma luna
- 2008: Good Dick
- 2008: Days of Wrath
- 2008: A Beautiful Life
- 2010: Bedrooms
- 2010: Elektra Luxx
- 2011: Three Veils
- 2011: Sons of Anarchy (Fernsehserie, 5 Folgen)
- 2011: Where the Road Meets the Sun
- 2011: Without Men
- 2011: Mamitas
- 2011: Falling Overnight
- 2012: Marvel’s The Avengers
- 2012: House Arrest
- 2014: Die Coopers – Schlimmer geht immer (Alexander and the Terrible, Horrible, No Good, Very Bad Day)
- 2014: Jarhead 2 – Zurück in die Hölle (Jarhead 2: Field of Fire)
- 2014: Ricky & Melinda
- 2014–2016: From Dusk Till Dawn (Fernsehserie, 30 Folgen)
- 2015: Re-Kill
- 2015: Pocha: Manifest Destiny
- 2016: Carbon Canyon
- 2018: Collisions
- 2019: Spinning Dry
- 2020: Narcos: Mexico (Fernsehserie, 9 Folgen)
- 2020: Adverse
- 2021: Green Ghost and the Masters of the Stone
- 2021: Der Vogel (The Starling)
- 2022: What Comes Around
- 2022: Tell It Like a Woman
- 2022: Ambulance
- 2023: Flamin’ Hot
- 2023: The Mother

## Auszeichnungen
ALMA Award
- 2007: Auszeichnung als Bester Schauspieler (Quinceañera)[1]